# ロバート・フェルシュフーレン
ロバート・フェルシュフーレン（Robert Verschuren　1984年5月31日- ）は南アフリカ共和国の野球選手。身長180cm。体重79kg。ポジションは投手。右投右打。現在は国内リーグのKempton Red Soxでプレーしている。
130 km/h前後の速球と縦に割れるカーブを主体とした投球が持ち味。
2006年のWBCでは南アフリカ代表に選出され、メキシコ戦で1イニングを無失点に抑えた。
2007年のIBAFワールドカップ南アフリカ代表にも選出された。